# Bruno Lafont
Bruno Lafont (Boulogne-Billancourt, 8 juni 1956) is een Franse ondernemer. Hij was CEO van Lafarge van 2006 tot 2015, toen het bedrijf fuseerde met Holcim en zo LafargeHolcim werd. Van 2015 tot april 2017 was hij co-voorzitter van LafargeHolcim.

## Vroege leven
Lafont werd geboren in 1956. Hij studeerde in 1977 af aan de HEC Paris en aan de École nationale d'administration in Parijs.

## Carrière
Lafont kwam in 1983 bij Lafarge als auditor op de financiële afdeling. Vervolgens werkte hij in Duitsland en Turkije. Hij werd op 1 januari 2006 benoemd tot CEO. Onder zijn ambtstermijn hield hij toezicht op de internationale expansie van Lafarge naar 70 landen, inclusief de overname van minderheidsaandeelhouders in Lafarge Noord-Amerika. Bovendien heeft het binnen het eerste jaar de kosten met 60% verlaagd, met name door de dochteronderneming voor dakdekkers af te stoten. In december 2008 verwierf het Orascom Cement, een dochteronderneming van Orascom Construction Industries, voor 8,8 miljard euro, en bracht miljardairs Albert Frère en Nassef Sawiris naar de raad van bestuur van Lafarge. Hij trad in 2015 terug als CEO, kort na de fusie met Holcim. Hiervoor kreeg hij een bonus van 2,5 miljoen euro. Tot april 2017 was hij co-voorzitter van LafargeHolcim.
Lafont zit in de raden van bestuur van Électricité de France en ArcelorMittal. Hij is adviseur van de burgemeester van Chongqing in China. Hij is tevens voorzitter van de Fondation nationale pour l'enseignement de la gestion.